# ميتشيلي ماركوليني
ميتشيلي ماركوليني (بالإيطالية: Michele Marcolini)‏ (مواليد 2 أكتوبر 1975 في سافونا - إيطاليا) لاعب كرة قدم إيطالي يلعب حاليا لصالح نادي الدرجة الأولى كييفو فيرونا الإيطالي منذ 2006 في مركز الوسط المهاجم كما يجيد اللعب في مركز الجناح الأيمن والأيسر .